# Советский пруд
Сове́тский пруд (Перо́вский пруд) — искусственный водоём Мещёрской озёрно-ледниковой низменной равнины, расположен на востоке Москвы, в юго-восточной части района и муниципального образования «Перово» Восточного административного округа. Вырыт и заполнен в начале XVIII века. Размеры — 140×60 м, площадь — 0,007 км². Длина береговой линии — 0,4 км.

## Географическое положение

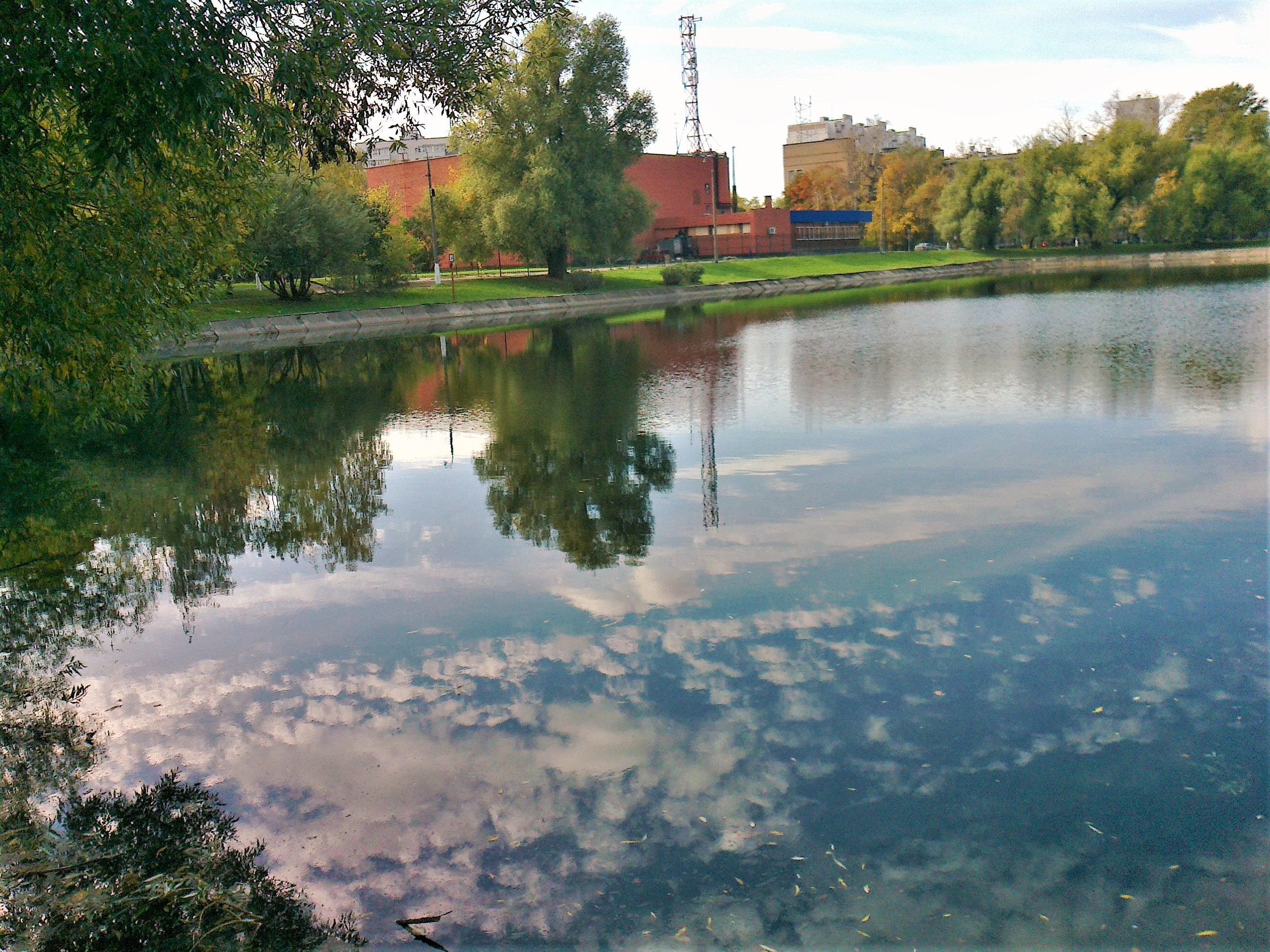
Вид на северо-запад. На заднем плане — бывший кинотеатр «Владивосток»

Советский пруд расположен в западной части Мещёрской низменности (Подмосковная Мещёра), в пределах района «Перово».
Есть мнение, что пруд был создан непосредственно в русле реки Чурилихи (ныне заключённой в коллектор), по другому мнению это приводораздельная копань в бассейне реки Пономарки (Чурилихи). Согласно топографической карте окрестностей Москвы, созданной в 1852 топографами Военно-топографического Депо Карт из пруда брал начало ручей, который был левым притоком реки Нищенки и ныне носит наименование ручей Фрезер. Согласно топографическому плану 1951 года из пруда имелся сток к ныне исчезнувшему пруду (на его месте располагается школа № 920, Перовская ул. дом 24). На том же плане горизонталями выражена ложбина стока верхней части ручья Фрезер, которая подверглась планированию и застройке.
По северному берегу проходит улица Лазо, пруд обрамлён забетонированным берегом. Советский пруд имеет форму прямоугольника.

## История
Советский пруд был создан в составе разбитого парка усадьбы Перово. Вырыт в начале XVIII в. Позже на северном берегу был сооружён деревянный Перовский дворец Елизаветы Петровны. Дворец построен по проекту Б. Ф. Растрелли в середине XVIII века на месте, где теперь расположен "Московский театр иллюзий", разобран в конце XVIII века.

### Этимология
Наименования водоёма связаны с названиями близлежащих улиц, располагавшихся ранее в юго-западной части г. Перово, на территории нынешней ул. С. Лазо. Так, ул. Лазо до 1967 года именовалась Советской ул.